# نواه فلیس
نواه فلیس (انگلیسی: Noah Fleiss؛ زادهٔ ۱۶ آوریل ۱۹۸۴) هنرپیشه اهل ایالات متحده آمریکا است.

## گزیده فیلمشناسی
از فیلم‌ها یا برنامه‌های تلویزیونی که وی در آن نقش داشته‌است می‌توان به آثار زیر اشاره کرد.
- روز بد در بلوک (۱۹۹۷)
- پادشاه جو (۱۹۹۹)
- چیزهایی که فقط با نگاه کردن می‌توانید به او بگویید (۲۰۰۰)
- قصه‌گویی (فیلم) (۲۰۰۱)
- آجر (فیلم) (۲۰۰۵)
- فرینج (۲۰۰۹)